# Luneta (opevnění)

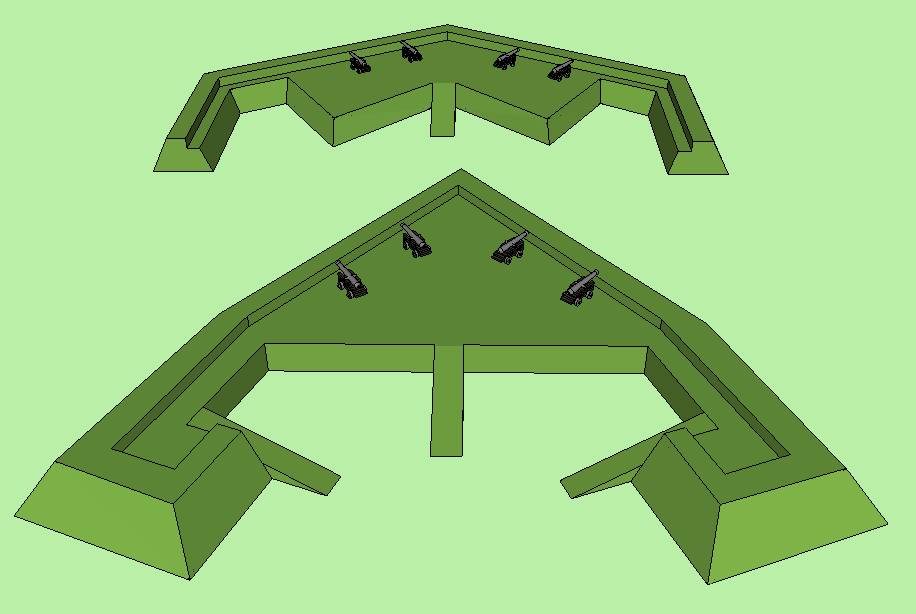
Dva příklady vojenského opevnění luneta

Luneta (z francouzštiny lunette = brýle, dalekohled. Slovo původně odvozené od „malého měsíce“ od 17. století označovalo samostatné vojenské opevnění se dvěma předními stranami proti nepříteli (Facen) a se dvěma bočními křídly (Flanken).
V ruštině se toto opevnění nazývalo „šíp" (стрелка).

## Historie
Pro ochranu osazenstva vojenských formací před nepřátelskými akcemi na bitevním poli nebo jako lehkou pevnost navrhli inženýři ozbrojených sil velmocí té doby (poprvé je použila francouzská armáda) vytvořit lunety, opevnění, která na jejich stavbu vyžadují méně úsilí, peněz a času.
Objevení polní lopatky v roce 1872 a její zavedení jako technické zbraně střelců v následujících letech ve všech ozbrojených silách světa vedlo k univerzálnímu použití zákopů na bojišti spolu s pevnostmi a lunetami. Ukázalo se totiž, že dobře viditelné vysoké opevnění pro střelce a dělostřelectvo je v moderních bojových operacích při zákopové válce málo užitečné a že jedinou přijatelnou formou ochrany střelců i dělostřelectva před nepřátelskou palbou jsou na bojišti nenápadné maskované zákopy s nevelkými pevnostmi.
Luneta je samostatná polní nebo stálá pevnost ve tvaru půlměsíce, která půdorysně připomíná bastion (ten je však vždy spojen s hradbou). Zadní část lunety byla buď otevřená, nebo proti přímému útoku zajištěná hradbou, palisádami nebo nízkým zemním valem. Předsunuté lunety byly často spojeny s vnější stěnou hlavní pevnosti chráněným průchodem. Tvar lunet často měly samostatné, daleko předsunuté forty postavené v 19. století.
V polní lunetě obvykle byla jedna až čtyři roty pěchoty s jedním až čtyřmi děly. Lunety byly stavěny na důležitých místech obranných pozic od 17. do počátku 20. století.
Lunety byly často umísťovány před raveliny jako více předsunuté pevnosti před hlavním opevněním.
Luneta jako předsunutá pevnost by neměla být zaměňována s předsunutou baštou (francouzsky: Demi-lune), která se vždy nacházela bezprostředně před vrcholem bastionu (i když mohla mít tvar lunety).

## Rozšířená definice pojmu
Při použití slova luneta je třeba mít na zřeteli, že v širším smyslu slova se jedná o termín vázaný na půdorys díla (dvě strany směrem k nepříteli a dvě boční křídla), bez ohledu na jeho funkci nebo úlohu ve spojení s pevností. Proto při popisu ravelinu, díla, které bylo vždy stavěno mezi dva bastiony pro ochranu kurtiny, lze hovořit i o lunetě nebo o fleši (dílo se dvěma stranami k nepříteli, ale bez bočních křídel). V obou případech je míněn pouze tvar díla, ne jeho funkce.

## Příklady
Na území Čech byly podle zásad mezièrské školy vybudovány tři mohutné městské bastionové pevnosti: Hradec Králové (1766-1789), Terezín (1780-1790) a Josefov (1781-1791), jejichž úkolem bylo chránit severozápadní hranici rakouského císařství proti případnému pruskému vpádu.
V Německu je pouze několik zcela zachovaných lunet, například v citadele Petersberg v Erfurtu. V pevnosti Landau je z bývalého pásu lunet se 17 lunetami zachována luneta č. 41 „Alexander“ s tour d'arcon (obranná věž, jediná kruhová stavba v jinak rohové pevnosti) a od roku 2012 se obnovuje její velký podzemní systém.